# Legge europea sul divorzio
Il patto dell'Unione europea sul divorzio o il regolamento Roma III, formalmente il regolamento (UE) n. 1259/2010 del Consiglio, del 20 dicembre 2010, relativo all'attuazione di una cooperazione rafforzata nel settore della legge applicabile al divorzio e alla separazione personale è un regolamento relativo alla legge applicabile in materia di divorzio valido in 17 paesi. Il regolamento stabilisce quale legge debba essere utilizzata nei divorzi transfrontalieri, mentre quali tribunali dovrebbero essere stabiliti è determinato dal regolamento Bruxelles II, che è valido per tutti i paesi dell'Unione Europea, ad eccezione della Danimarca. L'accordo, approvato dal Consiglio dell'Unione europea il 20 dicembre 2010, è entrato in vigore nelle 14 parti contraenti originali il 21 giugno 2012 e si avvale del meccanismo di cooperazione rafforzato che consente a un minimo di nove stati membri dell'UE di stabilire l'integrazione avanzata o la cooperazione in un'area all'interno delle strutture dell'UE ma senza che tutti i membri siano coinvolti.

## Storia
L'Unione europea si è mossa verso disposizioni comuni applicabili in materia di legge sul divorzio. La Commissione europea ha promulgato il regolamento Bruxelles II nel marzo 2001 per stabilire quale tribunale di uno stato membro dell'UE era competente a conoscere i casi relativi al divorzio tra i membri dell'Unione Europea. Questo regolamento, modificato nel 2005, determina quali tribunali avranno giurisdizione su ciò che conta. Ma questo regolamento, che lega tutti gli Stati membri tranne la Danimarca, non tratta quale legge i tribunali dell'UE dovrebbero usare e, a causa della grande diversità delle leggi sul divorzio nell'UE, i risultati possono variare fortemente a seconda della legge utilizzata. Come ha osservato uno studioso legale: "La legge sostanziale relativa alla separazione legale continua a differire ampiamente tra gli Stati membri: dalla legge maltese in cui vi è un divieto di divorzio alla legge svedese finlandese in cui non sono richiesti reali motivi di divorzio." Inoltre, la legge e la cultura giuridica in questi paesi variano in materia di divorzio e proprietà coniugale. Gli osservatori osservano che la generosità degli insediamenti e degli alimenti differiscono da stato a stato. Con Bruxelles II che afferma che il primo tribunale valido per processare il divorzio è il tribunale che avrà giurisdizione, e senza un regolamento su quale legge viene utilizzata, può importare molto in quale parte dell'Ue viene emessa una sentenza.

## Cooperazione rafforzata
Con l'aumento del divorzio transfrontaliero nell'UE, sono state avanzate norme comuni per risolvere la questione di dove e sotto quale legge le coppie transnazionali possano divorziare nell'Ue. Tuttavia, la Svezia ha bloccato le nuove regole, temendo il loro impatto sull'applicabilità della sua legge sul divorzio liberale (la legge sul divorzio differisce fortemente, con il liberalismo nordico in contrasto con i paesi più conservatori con procedure più complicate come Malta che lo ha permesso solo di recente). Al fine di consentire a quegli Stati disposti a procedere senza la Svezia, nel luglio 2008 nove paesi hanno presentato una proposta per utilizzare una cooperazione rafforzata: Austria, Belgio, Francia, Germania, Grecia, Italia, Lituania, Lussemburgo, Portogallo, Romania, Slovenia, Spagna e Ungheria stavano prendendo in considerazione l'idea di unirsi a loro.
In una riunione dei ministri della giustizia del 25 luglio 2008, i nove stati hanno deciso di cercare formalmente la misura di una cooperazione rafforzata; otto stati (i nove stati sopra meno la Francia) lo hanno richiesto formalmente alla Commissione europea il 28 luglio 2008. Il 24 marzo 2010, quando la Commissione ha formalmente proposto la legge, la Bulgaria è stata il decimo stato a unirsi ai suddetti otto e alla Francia. Belgio, Germania e Lettonia si sono uniti formalmente a loro il 28 maggio 2010, mentre la Grecia si è ritirata.
I deputati hanno appoggiato la proposta nel giugno 2010 con 14 stati disposti ad adottare la cooperazione proposta: Austria, Belgio, Bulgaria, Francia, Germania, Ungheria, Italia, Lettonia, Lussemburgo, Malta, Portogallo, Romania, Slovenia e Spagna. Questi stati sono stati quindi autorizzati dal Consiglio a proseguire la cooperazione rafforzata il 12 luglio 2010. In seguito all'adozione del regolamento (UE) n. 1259/2010 del Consiglio il 20 dicembre 2010, il nuovo regolamento, noto come regolamento Roma III, è entrato in vigore nei 14 stati partecipanti il 21 giugno 2012. Altri Stati membri dell'UE sono autorizzati a firmare il patto in un secondo momento. La Lituania è diventata il primo stato a chiedere di aderire alla cooperazione rafforzata in materia di divorzio nel giugno 2012 e la loro partecipazione è stata approvata dalla Commissione il 21 novembre 2012. Le disposizioni dell'accordo si applicano alla Lituania a decorrere dal 22 maggio 2014. La Grecia ha presentato una richiesta di partecipazione al regolamento nell'ottobre 2013 e la Commissione ha concesso la sua approvazione il 27 gennaio 2014, diventando così il 16º paese ad aderire al regolamento, che si applicava alla Grecia dal 29 luglio 2015. La partecipazione dell'Estonia è stata approvata dalla Commissione nell'agosto 2016 e il regolamento si è applicato al paese dall'11 febbraio 2018.

## Contenuto
La legge applicabile è determinata sulla base di una serie di criteri. Se non è applicabile un criterio con un punteggio più alto, la valutazione si sposta di uno in basso. I criteri principali per la scelta della legge sono
1. La scelta della coppia (scegliendo dalla legge di una delle loro nazionalità, dal loro luogo di residenza attuale o precedente, o dalla legge del tribunale in uso)
2. Il luogo di residenza
3. Il loro ultimo luogo di residenza (massimo 1 anno precedente, uno dei coniugi dovrebbe ancora vivere lì)
4. La loro nazionalità
5. La legge del tribunale in uso (lex fori)

Nel caso in cui non sia possibile una separazione all'interno della legge determinata secondo lo schema (ad esempio in caso di divorzio di una coppia dello stesso sesso), si applica la legge del tribunale adito. Il regolamento si applica anche alla separazione personale e alla conversione della separazione legale in divorzio.